# Isopterygium propaguliferum
Isopterygium propaguliferum là một loài Rêu trong họ Hypnaceae. Loài này được Toyama mô tả khoa học đầu tiên năm 1938.